# Ветка (Саратовская область)
Ве́тка — поселок в Ершовском районе Саратовской области России. Входит в состав Кушумского муниципального образования.

## География
Находится на расстоянии примерно 49 километра по прямой на север от районного центра города Ершов.

## История
Официальная дата основания 1930 — год. Однако, по другим данным уже в 1928 году здесь было 15 дворов и 47 жителей. 

## Население
| 2010 |
| ---- |
| 57   |

Постоянное население составило 110 человека (русские 54%) в 2002 году, 57 в 2010.